# 蜿蜒杜鹃
蜿蜒杜鹃（学名：Rhododendron bulu）为杜鹃花科杜鹃花属下的一个种。

## 扩展阅读
- 維基物種上的相關：蜿蜒杜鹃